# Les Cases Barates
Les Cases Barates és una barriada de Móra la Nova (Ribera d'Ebre) inclosa a l'Inventari del Patrimoni Arquitectònic de Catalunya. Foren concebudes com habitatges nous per alleugerar els danys que va produir la guerra del 1936-1939 als immobles del poble. Des que s'inicià la construcció fins que foren habitades passà gairebé una dècada.
Situades al nord-oest del nucli urbà de la població de Móra la Nova, a escassa distància i delimitades per les carreteres C-12 i T-720. Conjunt de cases unifamiliars organitzades ortogonalment i delimitades pels carrers de la Pau, d'Antoni Gaudí, del Roser, de Joan Fuster, Ponent, de la Ribera d'Ebre i el camí vell de Garcia. Es tracta d'habitatges adossats organitzats en blocs de planta rectangular, amb les cobertes de teula de quatre vessants. Les cases estan formades per una sola planta, amb grans finestrals rectangulars i portals d'arc de mig punt. Presenten una petita zona de jardí a la part davantera, delimitada per tanques d'obra. Algunes d'aquestes han estat reformades. Les construccions estan arrebossades i pintades.